# Daube (Fassbau)

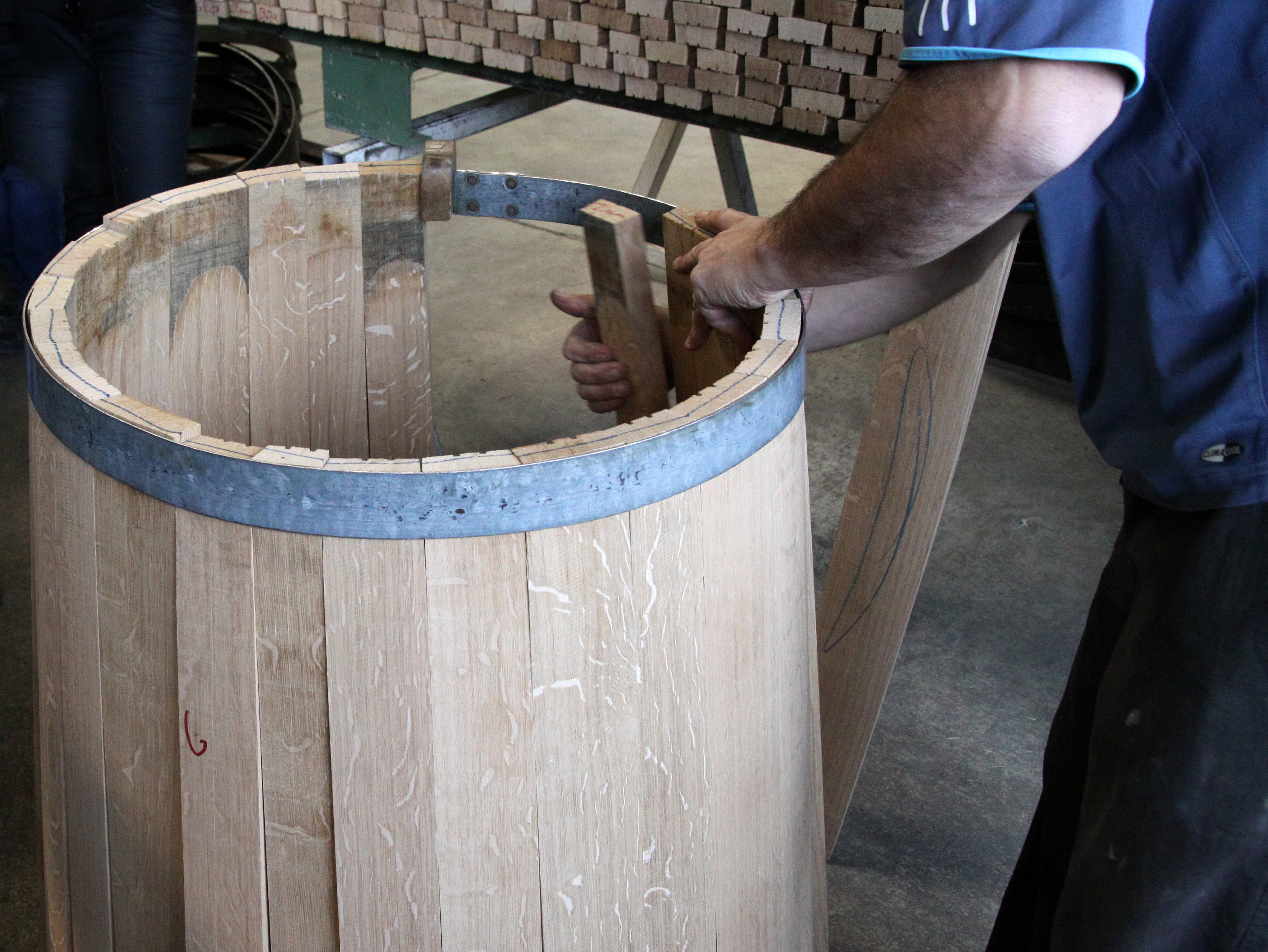
Montage von Dauben zu einem Fass

Als Dauben bezeichnet man die Längshölzer in der Herstellung von Holzfässern, Bottichen, Bütten, Eimern oder Daubenschalen. Dauben werden vom Daubenhauer hergestellt und anschließend vom Küfer (auch als Böttcher, Fassbinder, Kübler, Fassler oder Schäffler bezeichnet) zusammengesetzt.

## Daubenherstellung
Für Dauben verwendet man typischerweise feinporiges, festes und dicht gewachsenes Eichenholz, gelegentlich auch andere Hölzer. Dauben werden nicht gesägt, sondern entlang der natürlichen Fasern des Holzes gespalten. Anschließend müssen sie lange Zeit trocknen. Bei der Fassherstellung werden sie im Dampfbiegeverfahren in eine gewölbte Form gebracht und mit Reifen zusammengehalten, die heute meist aus Stahl bestehen.

## Fassdaubentürme
In der – trockenen – Südoststeiermark schichteten Fassbinder die Dauben zum Trocknen bis in die 1980er Jahre im Freien zu bis zu 12–15 m hohen, 6- bis 12-eckigen konischen Türmen, auch Dauben- oder Teufelkästen genannt, auf. Unten wurde dabei ein Segment als Einstiegsluke offengelassen, innen je Etage ein Kreuz aus zwei Brettern eingelegt, um mit einer kurzen Leiter innen stockweise höher zu steigen. Das Trocknen der 2–4 cm dicken Bretter dauerte etwa 2–3 Jahre. Heute werden Dauben überwiegend in klimatisierten Kammern getrocknet.

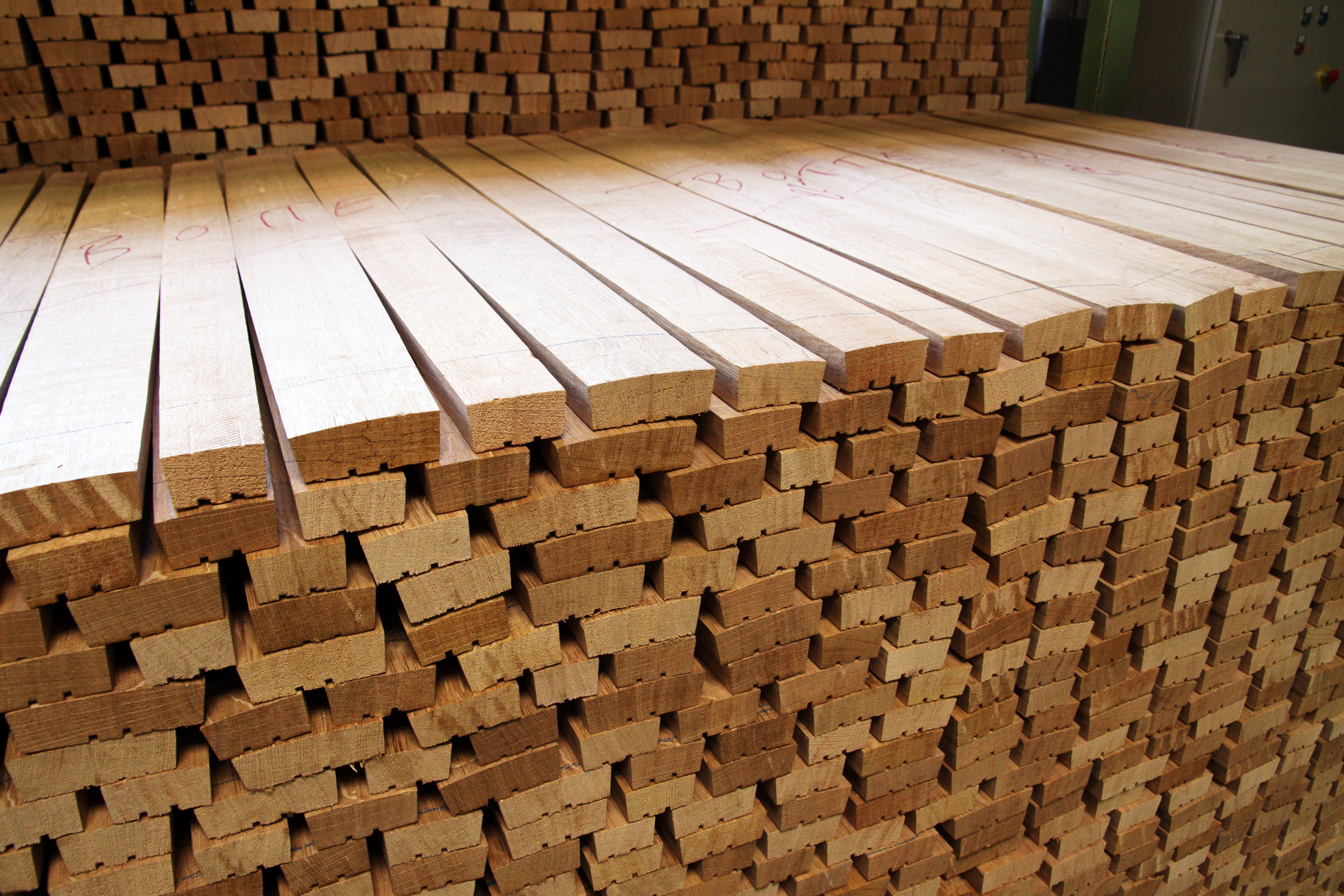
Aufgeschichtete Dauben
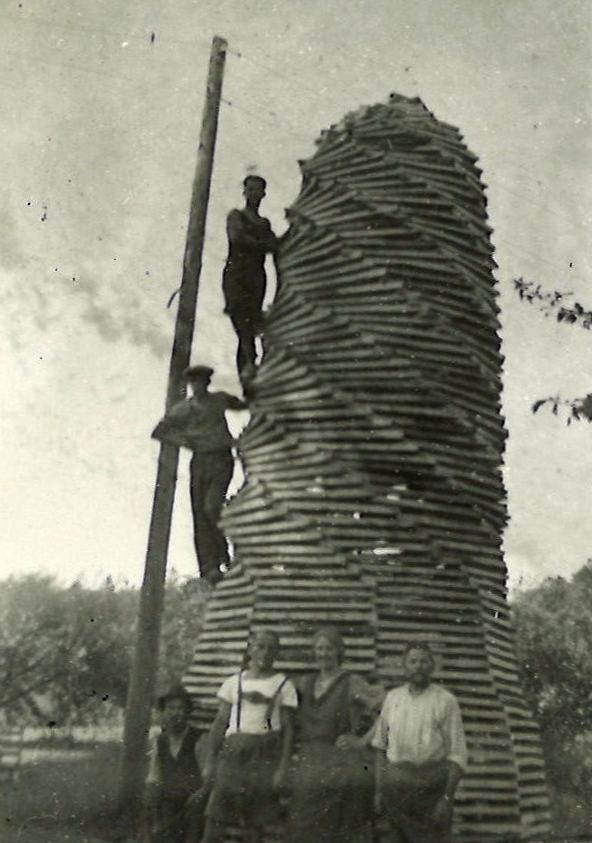
Teufelkasten in Oberösterreich (1935)
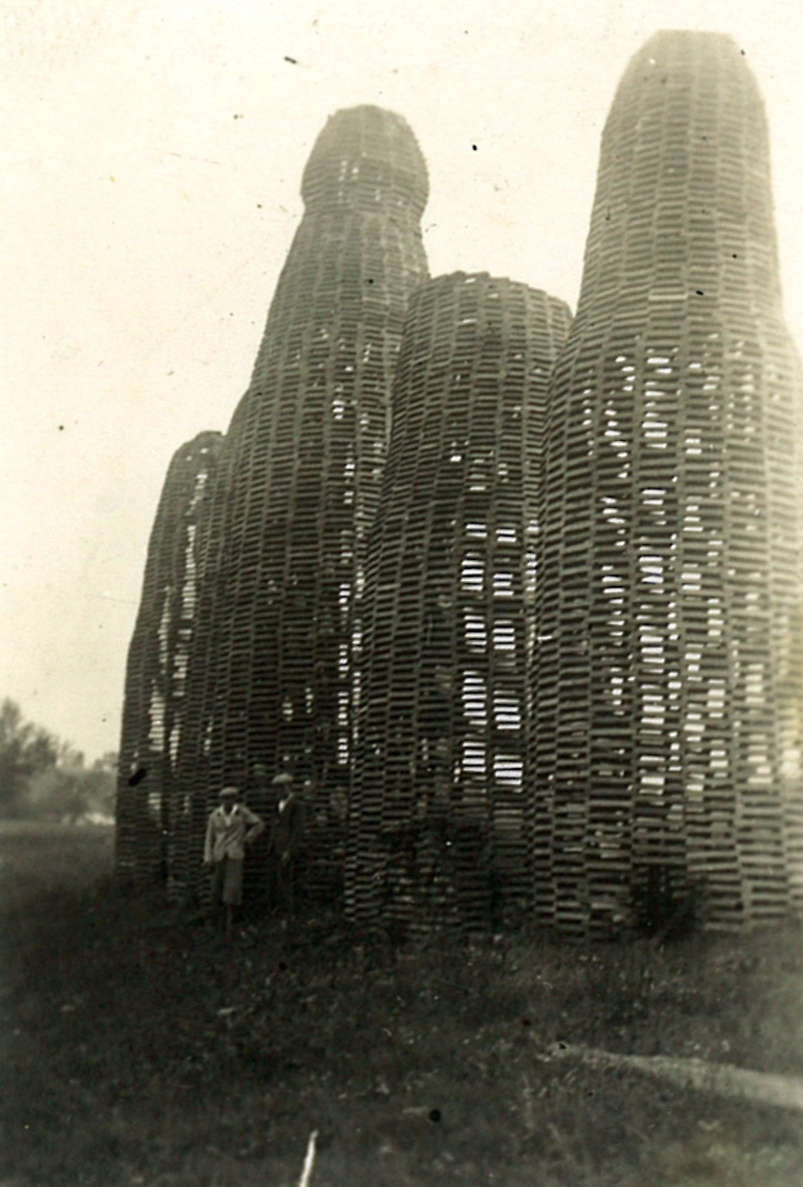
Teufelkasten aus Fassdauben (1933)

## Fassdaubenrennen

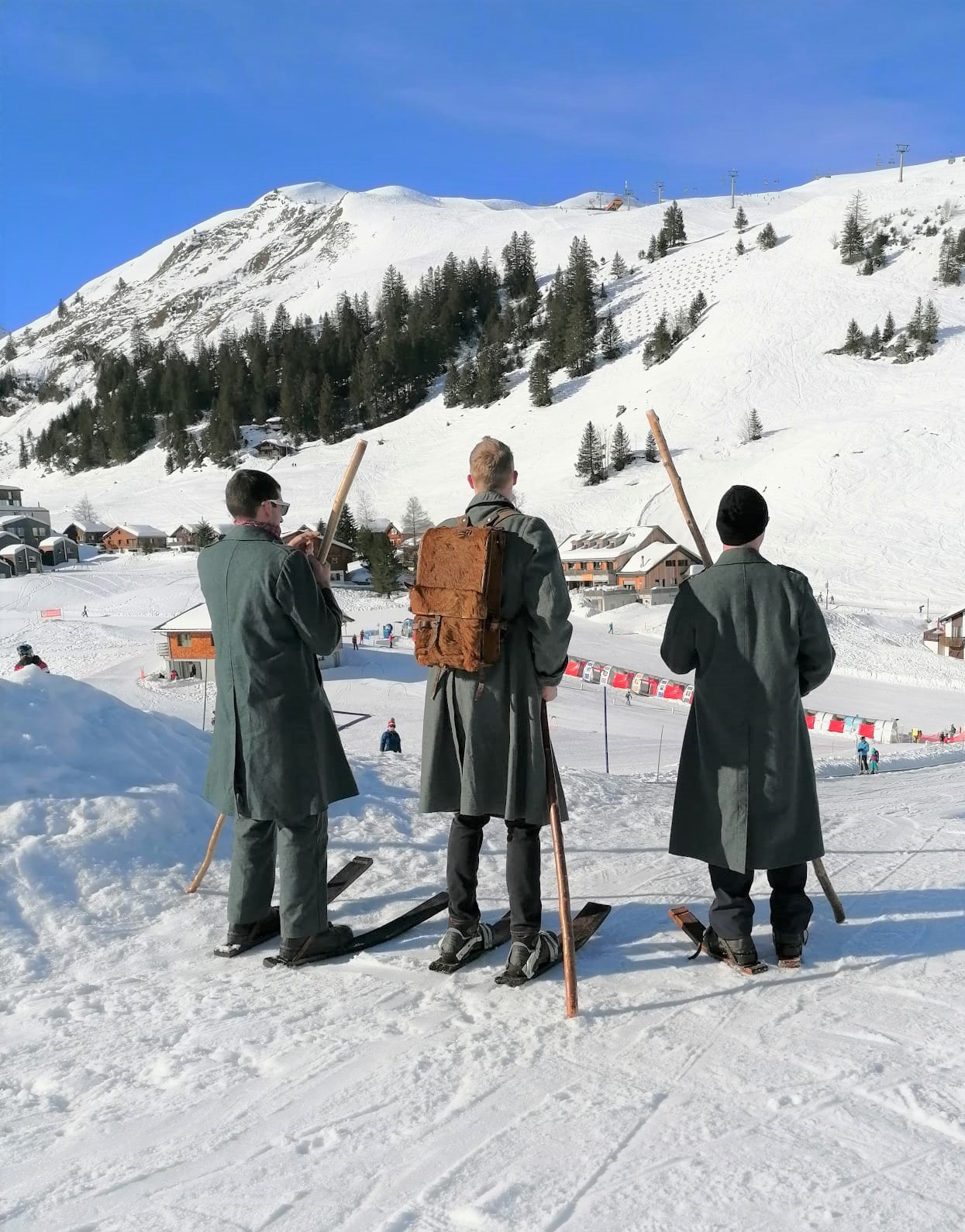
Fassdauben-Skifahrer

Früher wurden Dauben von ausgedienten Fässern wohl auch als einfache Ski verwendet. Fassdaubenrennen in verschiedenen Orten der Alpenländer knüpfen unterhaltsam an diese Tradition an. Mit stabilen Bergschuhen schlüpft man in angeschraubte Schlaufen aus Textilgurt, Leder oder Gummi auf den vorne abgerundeten Dauben. Gefahren wird mit einem oder zwei einfachen Holzstecken, häufig in historischer oder Faschingskleidung. In Bad Wildbad, Kreis Calw, Baden-Württemberg, findet alljährlich Ende Januar bei entsprechender Schneelage das Fassdaubenrennen statt, eine außergewöhnliche Attraktion, die viele Zuschauer anzieht. Teilnehmen kann jedermann, vor allem Schülerinnen und Schüler. Die Fassdauben werden von der Skizunft Wildbad bei Bedarf ausgeliehen. Die Teilnehmer müssen einen Langlauf, eine Abfahrt sowie Sprünge über kleine Schneeschanzen absolvieren.
Im rheinhessischen Weindorf Horrweiler findet am 3. Sonntag im Juli alljährlich eine Variante des Fassdaubenrennens statt. Im direkten Duell legen jeweils zwei Läufer eine festgelegte Distanz auf einer Fassdaube zurück. Hierbei stehen die Läufer breitbeinig auf einer Daube und ziehen sich durch das Hin- und Herkippen der Daube in Kombination mit einer drehenden Hüftbewegung nach vorne.